# Rio Blood
Rio Blood é um rio da África do Sul.